# Unghi interior

Unghiuri interne și externe

Interiorul unui unghi propriu <AOB este porțiunea din plan rezultată prin intersecția semiplanelor deschise (AO, B și (OB, A adicǎ intersecția semiplanului determinat de dreapta AO care conține punctul B cu semiplanul limitat de dreapta OB și care conține punctul A.
Interiorul unghiului <AOB se notează (<AOB)
Semiplanul corespunde uneia dintre cele două jumătăți ale unui unghi asociat unui cerc (360° de grade) adică două unghiuri alungite formate în jurul dreptei care separă planul în două semiplane.